# Ронкаљија (Сондрио)
Ронкаљија је насеље у Италији у округу Сондрио, региону Ломбардија.
Према процени из 2011. у насељу је живело 80 становника. Насеље се налази на надморској висини од 890 м.